# Commercial Club of Chicago

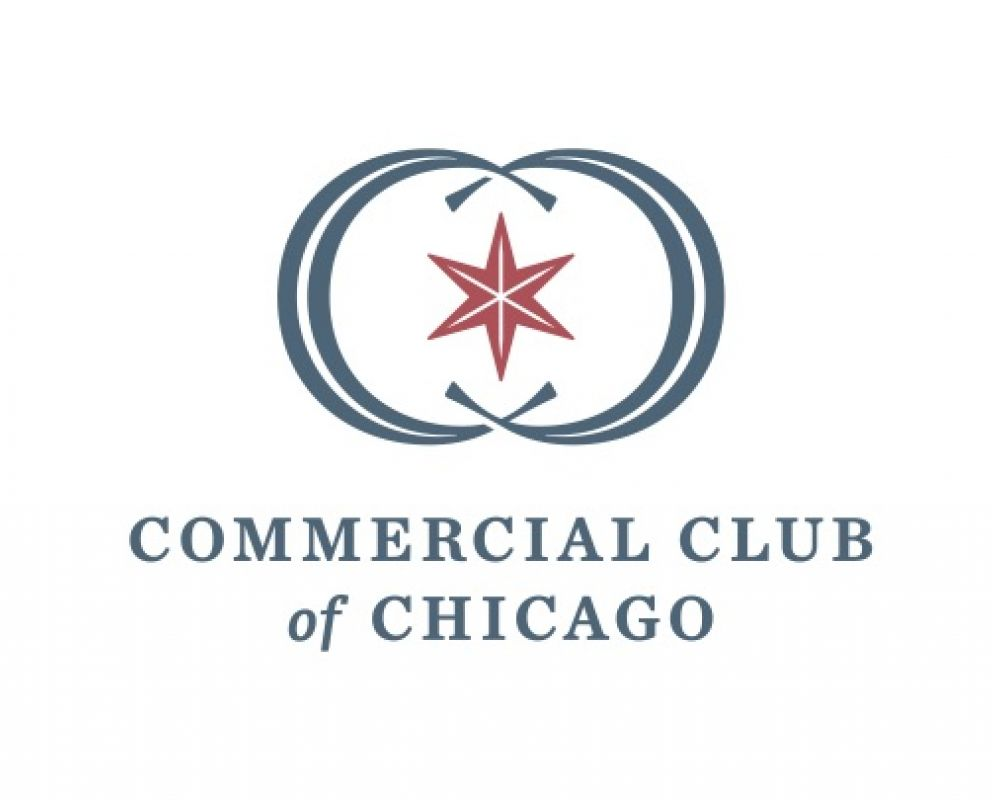
Image du logo du Commercial Club of Chicago.

Le Commercial Club of Chicago est une association à but non lucratif regroupant des décideurs des milieux économique et politique de la ville de Chicago. Le club naquit en 1907 de la fusion de deux organisation similaires, le Merchants Club, fondé en 1896 et le Commercial Club, fondé en 1877. Parmi ses membres les plus connus à cette époque, on peut citer George Pullman, Marshall Field, Cyrus McCormick, George Armour, Frederic Delano, Sewell Avery, Rufus Cutler Dawes ou Julius Rosenwald. Le club a pour vocation de promouvoir le développement économique de Chicago et de sa région. 
Le nombre de ses membres est limité à 350 membres actifs. Le club compte environ 500 membres, les actifs, les membres à vie et les membres non-résidents. Tout candidat doit faire partie du cercle des décideurs politique ou économique de la ville et de ses environs. La qualité de membre s'acquiert par élection, un nouveau membre est proposé comme candidat par un membre du club soutenu par six autres.